# Shadows and Light (album)
Shadows And Light – drugi album zespołu Wilson Phillips, który został wydany w 1992 roku.
Z płyty ukazały się trzy single: "You Won't See Me Cry", "Give It Up", "Flesh And Blood".

## Lista piosenek
1. I Hear You (prelude) (Carnie Wilson) 0:53
2. It's Only Life (Wilson Phillips, Bob Marlette) 5:24
3. You Won't See Me Cry (Wilson Phillips, Glen Ballard) 3:53
4. Give It Up (Wilson Phillips, Glen Ballard) 4:51
5. This Doesn't Have To Be Love (Wilson Phillips, Glen Ballard) 4:40
6. Where Are You? (Chynna Phillips, Glen Ballard) 5:24
7. Flesh And Blood (Wilson Phillips, Glen Ballard) 5:35
8. Don't Take Me Down (Wilson Phillips, Bob Marlette) 4:43
9. All The Way From New York (Chynna Phillips) 3:37
10. Fueled For Houston (Wilson Phillips, Glen Ballard) 4:15
11. Goodbye Carmen (Wilson Phillips, Glen Ballard) 5:17
12. Alone (Wendy Wilson) 5:17
13. I Hear You (reprise) (Carnie Wilson) 2:06

## Osoby
- Perkusja: John Robinson, Paulinho Da Costa, Carnie Wilson
- Gitary basowe: Bob Marlette, Robbie Buchanan, Greg Phillinganes, Glen Ballard, Leland Sklar, Neil Steubenhaus
- Gitary: Michael Landau, Steve Lukather, James Harrah, Michael Thompson
- Keyboard: Bob Marlette, Robbie Buchanan, Greg Phillinganes, Randy Kerber, Glen Ballard
- Saksofon: Marc Russo

## Produkcja
- Producent wykonawczy: Charles Koppelman
- Producent: Glen Ballard
- Nagrywanie, technika: Francis Buckley
- Dodatkowe nagrywanie: Julie Last, Ted Blaisdell
- Asystenci technicy: Jon Dickinson, Jon Fundings, Tom Biener, Peter Doell, Charlie Paakkari, Thomas Hardisti, Jusy Kirschner